# 黄冠胜
黄冠胜（1962年10月—），男，漢族，安徽利辛人，華中農業大學農業經濟管理專業畢業，研究生學歷，管理學博士學位。1985年7月參加工作，1984年1月加入中國共產黨。

## 生平
2001年，出任國家檢驗檢疫局標準與技術法規研究中心主任。2007年，調任雲南出入境檢驗檢疫局局長。2008年9月，任國家質檢總局動植物檢疫監管司司長。2014年7月，接替王鐵夫擔任國家質檢總局財務司司長。2018年，隨著國家質檢總局裁撤，出入境檢驗檢疫管理職責劃歸海關總署管轄，他也改任海關總署財務司司長。2019年2月，出任海關總署辦公廳（國家口岸管理辦公室）主任。2020年6月，兼任海關總署黨委委員。